# Šmolzie
Šmolzie je přírodní rezervace v katastrálním území obce Suchohrad v okrese Malacky v Bratislavském kraji. Území bylo vyhlášeno v roce 1993 a jeho rozloha je 45,59 hektaru. Předmětem ochrany je zbytek lužního lesa v Záhorské nížině s původní skladbou dřevin.